# Lithocarpus haipinii
Lithocarpus haipinii är en bokväxtart som beskrevs av Woon Young Chun. Lithocarpus haipinii ingår i släktet Lithocarpus och familjen bokväxter. Inga underarter finns listade.